# ジョン・ハウ (第2代チェッドワース男爵)
第2代チェッドワース男爵ジョン・シン・ハウ（英語: John Thynne Howe, 2nd Baron Chedworth、1715年2月18日 – 1762年5月9日）は、グレートブリテン王国の貴族、政治家。1758年から1762年までグロスタシャー統監を務めた。

## 生涯
ジョン・ハウ（1741年にチェッドワース男爵に叙爵）と妻ドロシー（Dorothy、旧姓シン（Thynne）、1692年9月22日洗礼 – 1777年2月14日、ヘンリー・フレデリック・シンの長女）の息子として、1715年2月18日に生まれた。1731年11月25日、オックスフォード大学ペンブルック・カレッジに入学した。
1742年4月3日に父が死去すると、チェッドワース男爵位を継承した。政界ではホイッグ党に属した。
1751年9月23日、マーサ・パーカー＝ア＝モーリー＝ロング（Martha Parker-a-Morley-Long、1716年3月23日 – 1775年11月30日、第3代準男爵サー・フィリップ・パーカー＝ア＝モーリー＝ロングの長女）と結婚したが、2人の間に子供はいなかった。
1758年11月14日にグロスタシャー統監とセント・ブレヴェルス城総督（Constable of the Castle of Saint Briavells）に任命された。
1762年5月9日に死去、グロスタシャーのウィシントンで埋葬された。弟ヘンリー・フレデリックが爵位を継承した。